# El más salvaje entre todos
El más salvaje entre todos es una película dramática y de acción dirigida por Gilles Béhat y escrita por él con la ayuda de Jean Herman. La película es la adaptación al cine de la novela de David Goodis "Street of the lost" 1952, publicada en español como "La calle de los perdidos". Esta película fue estrenada en 1984 en Francia bajo el nombre de Rue barbare.

## Sinopsis
Daniel Chetman, un hombre que quiere abandonar la violencia que siempre lo ha rodeado en su barriada, deberá luchar antes con el crimen organizado que se ha apoderado de la zona.

## Producción
Gilles Béhat se encargó de dirigir la película y escribir su guion junto a Jean Herman. El director de fotografía es Jean-François Robin y el compositor de la música Bernard Lavilliers. La productora de la película es Farena Films, una productora francesa.

## Reparto y personajes
- Bernard Giraudeau como Daniel Chetman llamado "Chet".
- Christine Boisson como Emma Rojo, llamada "Manu".
- Bernard-Pierre Donnadieu como Mathias Hagen llamado "Matt".
- Michel Auclair como George Chetman, padre de Chet.
- Jean-Pierre Kalfon como Paul Chetman llamado "Rocky Malone".
- Corinne Dacla como Edith Chetman, esposa de Daniel. Llamada "Eddie".
- Nathalie Courval como Carla Chetman, la esposa de Paul.
- Jean-Pierre Sentier como Hagen Yugo, asociado. Llamado "Cobra".
- Pierre Frag como Temporini. Llamado "Tempo".
- Myriam Salvodi como Tillie, prostituta.
- Hakim Ghanem como Lobo, muchacho.
- Cristiano Rauth como un esbirro de Hagen.
- Jean-Claude Dreyfus como un esbirro de Hagen.
- Jean-Claude Van Damme como personaje secundario (policía llegada de la policía).

## Curiosidades
Esta fue la primera película en la que Jean-Claude Van Damme aparece.